# Muggio
Muggio est une localité et une ancienne commune suisse du canton du Tessin.
Le village donne son nom à la vallée homonyme.
Depuis 2016, le village (avec Cabbio) grâce à sa beauté architecturale particulière, son histoire et sa localisation privilégiée, est membre de l'association "Les plus beaux villages de Suisse".

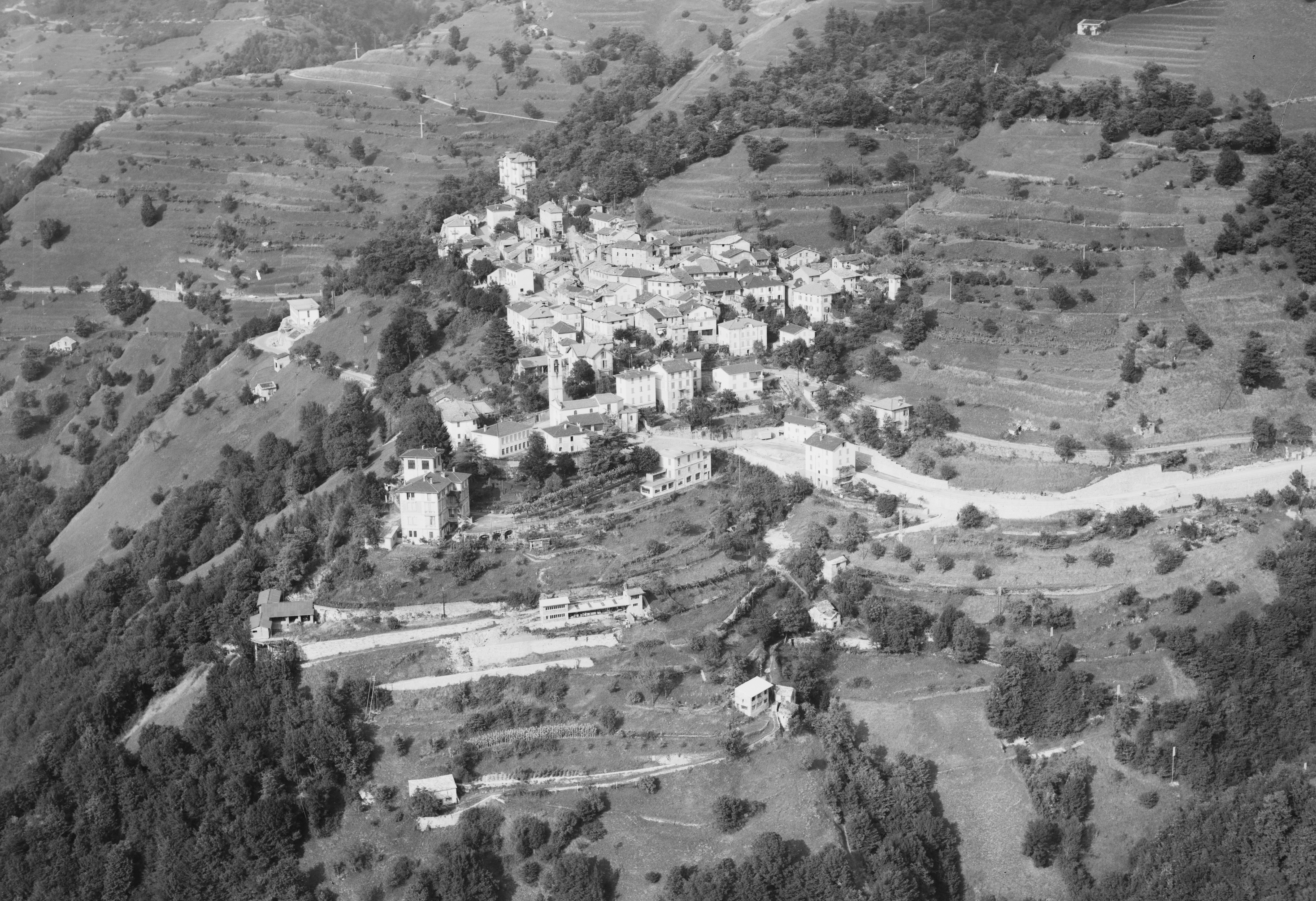
Vue aérienne (1964)

## Monuments et curiosités
- L'église paroissiale San Lorenzo est mentionnée dès 1578. Elle a été reconstruite en 1760 sur les plans de l'architecte Giuseppe Fontana[2] et présente une élégante façade de style baroque. A l'intérieur, fresques en trompe-l'oeil de la même époque visibles dans la coupole[3].
- La Casa Cantone-Fontana située en face de l'église est une remarquable demeure du XVIIIe s[4].

## Personnalités
- Anna Cantoni (1769-1994)